# Jeb Brovsky
John Eli „Jeb“ Brovsky (* 3. Dezember 1988 in Lakewood) ist ein ehemaliger US-amerikanischer Fußballspieler.

## Karriere

### Jugend und College
Brovsky spielte in seiner Jugend für den Colorado Rush Soccer Club, wo er mehrere regionale und nationale Titel holte. Er besuchte in Lakewood die Green Mountain High School, wo er in der Schulmannschaft im Bereich Fußball, Basketball und American Football aktiv war. Nach der High School wechselte er an die University of Notre Dame, wo er vier Jahre lang für die College Soccer Mannschaft Notre Dame Fighting Irish spielte. Außerdem spielte er während seiner Zeit am College für die U-23 Mannschaft der Colorado Rapids.

### MLS Profi in Kanada
Brovsky wurde im MLS SuperDraft 2011 in der zweiten Runde von den Vancouver Whitecaps ausgewählt. Am 15. März 2011 unterzeichnete er einen Vertrag bei den Kanadiern. Am 10. April 2011 absolvierte er sein erstes Spiel als Profi. Am Ende der Saison wurden Brovsky von den Whitecaps in den MLS Expansion Draft gesetzt, wo von Montreal Impact ausgewählt wurde. Dort spielt er drei Saisons lang.

### New York City FC
Am 12. Juni 2014 wurde von dem New York City FC für die Saison 2015 verpflichtet. Im Gegenzug erhielt Montreal einen weiteren Draft im MLS SuperDraft 2016. Vier Wochen später wurde an den norwegischen Erstligisten Strømsgodset IF ausgeliehen. Dort gab er am 26. Juli 2014 sein Debüt.
Zum Ende der Saison 2015 wurde sein Vertrag beim New York City FC nicht weiter verlängert. Er wurde im MLS Re-Entry Draft 2015 platziert, fand darüber aber keinen neuen Klub.

## Erfolge
Montreal Impact
- Canadian Championship (2): 2013, 2014

## Privat
Brovsky ist seit dem 8. Dezember 2012 mit Caitlin Brovsky verheiratet. Er gründete 2010, als er noch an der University of Notre Dame studierte, die Non-Profit-Organisation Peace Pandemic. Diese setzt sich gegen Gewalt gegen Frauen ein und versucht Kindern und Jugendlichen auf der ganzen Welt durch Fußball zu stärken und Mut zu vermitteln.